# Angola himnusza
Az angolai himnusz zenéjét Rui Alberto Vieira Dias Mingao (1939–) szerezte, szövegét Manuel Rui Alves Monteiro (1941–) írta. 1975-ben vált az ország hivatalos himnuszává, amikor Angola elnyerte függetlenségét Portugáliától.

## Az eredeti portugál szöveg
Angola Avante! 
Ó Pátria, nunca mais esqueceremos 

Os heróis do quatro de Fevereiro.

Ó Pátria, nós saudamos os teus filhos

Tombados pela nossa Independência.

Honramos o passado e a nossa História,

Construindo no Trabalho o Homem novo,

(az utolsó két sor ismétlése)
(Refrén)

Angola, avante!

Revolução, pelo Poder Popular!

Pátria Unida, Liberdade,

Um só povo, uma só Nação!

(Refrén ismétlése)
Levantemos nossas vozes libertadas

Para glória dos povos africanos.

Marchemos, combatentes angolanos,

Solidários com os povos oprimidos.

Orgulhosos lutaremos Pela Paz

Com as forças progressistas do mundo.

(az utolsó két sor ismétlése)
(Refrén)

## A magyar fordítás
Előre Angola! 
Ó hazánk, mi soha nem felejtünk 

Február negyedike hősei. 

Ó hazánk, köszöntjük fiaid 

Kik a függetlenségért haltak. 

Tiszteljük a múltat és történelmünk 

Munkánkkal építjük az új embert. 

(az utolsó két sor ismétlése) 
(Refrén)

Előre Angola! 

Forradalom a nép erejéből! 

Egyesült ország, szabadság, 

Egy nép, egy nemzet! 
(Refrén ismétlése)